# Ancistridae
Famille
Synonymes
- Ancistrumidae Issel, 1903
- Protophryidae Cépède, 1910

Les Ancistridae sont une famille de ciliés de l'ordre des Scuticociliatida (classe des Oligohymenophorea).

## Étymologie
Le nom de la famille vient du genre type Ancistrum, dérivé du grec άγχίστρον / ánchístron, « crampon, crochet », en référence à la structuration des cils antérieurs de ce cilié, que Maupas, créateur de ce nom de genre, décrit ainsi :

« Les cils vibratiles du côté du corps où se trouve la bouche sont plus longs que sur les autres parties et produisent un tourbillon alimentaire, qui vient aboutir dans la nasse buccale. Sur l'extrémité antérieure du corps, un faisceau de ces cils s'est transformé, par une adaptation particulière, en appendices courts et trapus. Ceux-ci, faisant l'office de véritables crampons, permettent à l'Infusoire de s'attacher aux branchies ou aux parois du manteau de son hôte, et de ne pas être entraîné dans les courants énergiques, que celui-ci produit dans l'eau ambiante. »

## Description
Les Ancistridae ont une taille, petite (< 80 µm) à moyenne (80 à 200 µm). Leur forme est ovoïde, parfois allongée. Ils nagent librement, mais plus généralement sont attachés à un hôte. Leur ciliation somatique  est holotriche (c'est-à-dire homogène), avec une ciliature thigmotactique, dorso-latérale antérieure gauche, non séparée des autres cinéties somatiques. Leur région buccale s'étend sur presque toute la longueur du corps, le cytostome étant présumé s'être déplacé progressivement vers l'arrière, au niveau du pôle à mesure que les genres se diversifiaient ; la ciliature buccale est bien visible, s'enroulant en un arc de plus de 360° autour du pôle antapical chez certaines espèces, avec le polycinétie oral 2 long et se terminant en avant du cytostome.
Leur macronoyau est globulaire à ellipsoïde. Micronoyau et vacuole contractile sont présents. Le cytoprocte n'a pas été observé. Ils sont probablement bactérivores.

## Habitat
Les Ancistridae vivent en eau de mer et en eau douce sous forme de commensaux dans les replis du manteau et, moins souvent, dans l'intestin des mollusques, tels que les patelles prosobranches, les pulmonés et les lamellibranches.

## Liste des genres
Selon GBIF (4 mai 2024) :
- Ancistrum Maupas, 1883   
  - Genres synonyme : Ancistruma Strand, 1928[note 3],[4] ; Eupoterion Maclennan & Connell, 1931
  - Espèce type : Ancistrum mytili (Quennerstedt, 1867) Maupas, 1883
- Ancistrumina Raabe, 1959
- Protophrya Kofoid, 1903

Selon Lynn (2010) :
- Ancistrella Cheissin, 1931
- Ancistrum Maupas, 1883
- Ancistrumina Raabe, 1959
- Fenchelia Raabe, 1970
- Protophyra Kofoid, 1903
- Protophyropsis Raabe, 1959
- Semiboveria Raabe, 1970
- Syncilancistrumina Knight & Thorne, 1982

## Systématique
La famille des Ancistrida a été créée en 1903 par le zoologiste italien Raffaele Issel (d) (1878-1936),.

### Publication originale
- E. Maupas, « Contribution à l'étude morphologique et anatomique des infusoires ciliés », Archives de zoologie expérimentale et générale, Paris, Librairie de C. Reinwald, vol. 1,‎ 1883, p. 427-664 (ISSN 0003-9667 et 2419-6347, OCLC 1482076, lire en ligne).